# Kim Yong-nam
Kim Yong-nam (김영남?, 金永南?, Kim YŏngnamLR) (Heijo, 4 febbraio 1928) è un politico nordcoreano, fino al 12 aprile 2019 Presidente dell'Assemblea popolare suprema.

## Biografia
I resoconti dei primi anni di vita di Kim variano, secondo Fyodor Tertitskiy di North Korea News, è nato Kim Myong-sam da una famiglia coreano-cinese nel villaggio di Dapu Shihe in Manciuria, in quella che oggi è la provincia di Liaoning, nel 1928. Arrivò in Corea del Nord con l'Esercito Popolare di Liberazione cinese durante la Guerra di Corea e scelse di restare. Poco prima della fine della guerra, nel 1953, andò a studiare in Unione Sovietica, l'esperienza acquisita nei molti anni di studio presso le università russe e anche in Cina diede impulso alla sua carriera negli affari esteri. 
Secondo la sua biografia ufficiale invece, Kim è nato a Heijō, ora Pyongyang

### Carriera politica
Nel 1956 divenne capo sezione presso il Dipartimento degli Esteri del Comitato centrale del Partito del Lavoro di Corea e divenne Viceministro degli Esteri nel 1962.
Negli anni seguenti ha lavorato come insegnante presso la Scuola Centrale del Partito, è stato inoltre vicedirettore e segretario del Comitato centrale del PLC, e nel 1983 divenne Ministro degli Affari Esteri. Si ritiene che la sua elevazione a Ministro avvenne come parte di una riorganizzazione della burocrazia diplomatica dopo l’attentato di Rangoon nell'ottobre 1983. Nel 1988, è stato responsabile dell'organizzazione di contatti diplomatici non ufficiali con gli Stati Uniti attraverso le rispettive ambasciate a Pechino.
Il 5 settembre 1998 è stato eletto Presidente del Presidium dell'Assemblea Popolare Suprema, la camera legislativa del Paese, in questa veste Kim Yong-nam era de iure il "Capo di Stato nominale" della Corea del Nord; ma visto che de facto la carica più alta della Corea del Nord è il Leader Supremo, il Presidente del Presidium dell'Assemblea Popolare Suprema è talvolta considerato il "funzionario numero due" dello Stato. 
Ricoprì tale carica fino al 12 aprile 2019 quando, ormai ultranovantenne, fu sostituito da Choe Ryong-hae.

### Attività diplomatiche
Fra il 2007 e il 2008, visitò numerosi paesi dell'Africa e dell'Asia per rafforzare le relazioni internazionali della Corea del Nord; ha avuto colloqui con il Presidente della Namibia Hifikepunye Pohamba con cui ha firmato un accordo sulla cooperazione per la sanità pubblica. Successivamente ha visitato l'Angola, dove ha incontrato Il Presidente José Eduardo dos Santos il 24 marzo, la Repubblica Democratica del Congo, dove ha incontrato il Presidente Joseph Kabila il 26 marzo, e l'Uganda, dove ha incontrato il Presidente Yoweri Museveni il 29 marzo.
L'8 agosto 2008, fu a Pechino per l'apertura dei Giochi olimpici, fu presente anche alla cerimonia di apertura delle Olimpiadi invernali del 2014, alle Olimpiadi invernali del 2018 e alla cerimonia di apertura della Coppa del Mondo FIFA 2018.
Nel 2017 Yong-nam fece una lunga visita di Stato in Iran, ufficialmente per assistere alla cerimonia del reinsediamento del Presidente Hassan Rouhani, ma si pensa soprattutto per potenziare la cooperazione in campo militare e la collaborazione tra i due paesi per eludere le sanzioni internazionali.
Nell'ottobre 2018 ebbe un importante incontro alla Casa Blu di Seul con il Presidente della Corea del Sud Moon Jae-in, assieme a Kim Yo-jong, durante il quale le parti discussero sulle relazioni tra le due Coree e sulla preparazione di un summit intercoreano da svolgersi a Pyongyang.
Nello stesso anno Kim si recò in Venezuela e a Cuba per siglare accordi economici.